# Мельник Володимир Сергійович
Володимир Сергійович Мельник (нар. 30 серпня 1957, село Браїлів, тепер Жмеринського району Вінницької області) — український діяч, директор радгоспу імені Тараса Шевченка Криворізького району; голова Криворізької районної державної адміністрації та Криворізької районної ради Дніпропетровської області. Народний депутат України 2-го скликання.

## Біографія
У 1972—1976 роках — учень Дніпропетровського технікуму залізничного транспорту. Працював електрослюсарем Селидовських центральних електромеханічних майстерень Донецької області.
У 1977—1979 роках — служба в Радянській армії.
З 1979 року працював водієм радгоспу імені Тараса Шевченка Криворізького району Дніпропетровської області.
Закінчив Дніпропетровський сільськогосподарський інститут, вчений агроном.
Після закінчення інституту — керівник відділку, головний агроном, з 1988 року — директор радгоспу імені Тараса Шевченка Криворізького району Дніпропетровської області. Член КПРС.
Народний депутат України 2-го демократичного скликання з .04.1994 (2-й тур) до .04.1998, Інгулецький виборчий округ № 89, Дніпропетровська область. Член Комітету з питань законності і правопорядку. Член депутатської групи «Відродження та розвиток агропромислового комплексу України» (до цього — член депутатської групи «Єдність»).
Закінчив заочно Національну юридичну академію України імені Ярослава Мудрого.
У квітні 2001 — січні 2005 року — голова Криворізької районної державної адміністрації Дніпропетровської області.
Член Партії регіонів.
У 2005—2015 роках — голова Криворізької районної ради Дніпропетровської області.

## Нагороди та відзнаки
- орден Данила Галицького (.12.2009)[3]
- почесна грамота Кабінету Міністрів України (.09.2004)[4]
- заслужений працівник сільського господарства України (.01.2006)[5]